# Skandynawia

Flaga Danii

Flaga Szwecji

Flaga Norwegii

Flaga Unii kalmarskiej

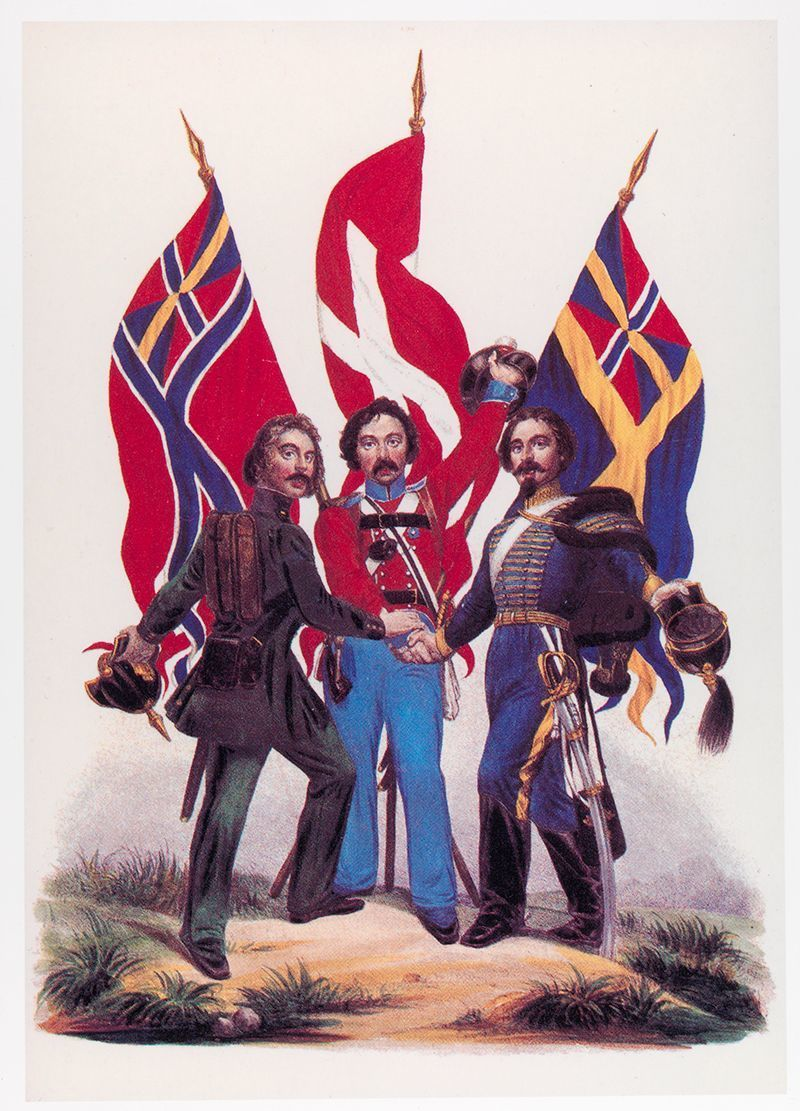
Skandynawizm – plakat propagandowy; flagi: Danii, Norwegii i Szwecji

Skandynawia – region północnej Europy, obejmujący państwa: Szwecję, Norwegię oraz Danię. Obejmuje część z krajów nordyckich.
Czasem w nieskandynawskich mediach, biorąc pod uwagę wpływy szwedzkie i duńskie, do Skandynawii zalicza się Islandię, a nawet niegermańskie państwa i regiony, takie jak: Finlandia, niewielka część Rosji (Karelia), Estonia, niekiedy też Łotwa, a nawet Litwa. W samych krajach skandynawskich za Skandynawię uważa się jednak tylko trzy państwa (Dania, Norwegia, Szwecja).
Choć ze ściśle geograficznego punktu widzenia termin Skandynawia odnosi się do krajów położonych na Półwyspie Skandynawskim (tj. Szwecji i Norwegii), pojęcie to tradycyjnie rozciąga się też na Danię, ponieważ przez wieki należała do niej Skania, południowa część półwyspu. Te trzy kraje powiązane są więzami historycznymi (unia kalmarska) i kulturowymi (mitologia nordycka, języki skandynawskie, wikingowie, luteranizm, nazwa waluty – pozostałość po unii walutowej).
Z krajów skandynawskich wywodzili się wikingowie, Goci i Gepidowie.